# Parque de la Ciudad Sarah Kubitschek
El Parque de la Ciudad es un parque multiuso que está localizado en el Asa Sul, Brasilia. Fue creado dieciocho años después de la fundación de la ciudad de Brasilia y tiene cerca de 420 hectáreas.
Es uno de los principales y más grandes centros de entretenimiento, así que las personas pueden caminar, hacer deporte, también hay un parque lleno de atracciones dentro del Parque de la Ciudad que se llama "Nicolândia". Ese parque es un patrimonio histórico de Brasilia.
Su origen va con el nombre de Rogério Pithon Farias, un niño hijo del gobernador de aquel entonces que murió en un accidente. En 1997 tuvo otro nombre, ese que se conoce hasta hoy, Parque Dona Sarah Kubitschek, la esposa del creador de Brasilia y un antiguo Presidente del Brasil. El parque es conocido por la canción Eduardo e Mônica del grupo musical Legião Urbana.

## Historia
Aunque tenían el proyecto de la ciudad en las manos, algunas cosas se cambiaron, por ejemplo Lúcio Costa, el arquitecto, deseaba dos parques, uno en el Asa Sul y otro en el Asa Norte, pero cuando se inició su proyecto lo mejor fue que se unieran los dos parques, creando el Parque Zoo Botánico de Brasilia que se quedaría en Asa Sul. En 1970 con la expansión de la ciudad, la necesidad de protegerse contra invasores además de la necesidad de un espacio para los niños, el Governador pensó en la creación de un parque recreativo – que tuvo su fundación cuatro años después – pero necesitaba un nuevo proyecto. Ese parque fue inaugurado por Geisel, uno de los Presidentes de la dictadura militar brasileña, y el Governador. Desde ahí tenía el nombre de su hijo ya muerto, Pithon Farias. Veinte años después, Cristóvam Buarque hizo una legislación que cambió el nombre del parque para Dona Sarah Kubitschek, un gran homenaje a la mujer del Presidente Juscelino Kubitschek.

## Parque Ana Lídia
El Parque da Cidade contiene otros parques y uno de ellos es el parque Ana Lídia, pero antes tenía el nombre de la mujer de uno de los presidentes más conocidos de la dictadura militar, Costa e Silva, que se murió en 1969. La historia detrás del nombre de Ana Lídia es un poco sombría, el parque hizo ese homenaje para la niña que fue encontrada muerta y con marcas de tortura cerca de la Universidade de Brasilia (UnB) en 1973. Todavía no se solucionó la investigación.
En ese parque se puede ver referencias pop, al movimiento Tropicália – la versión brasileña del Woodstock – y un concepto del Disney, algo que recuerda a la infancia. Un total de seis mil personas van allá con sus hijos para divertirse.

## Nicolândia
Su estructura nació en Río de Janeiro. Antônio Hilário de Souza o "Seu Nico", decidió recorrer todos los rincones del Brasil con el parque que en esa época aún tenía como nombre su apodo. Cuando estuvo de viaje en Goiânia, supo de la ciudad que sería la nueva capital del país, entonces pensó que tal vez podrías quedarse con su parque. Casi quince años después, Nicolândia ya estaba muy grande y necesitaba de un espacio solo para el. En 1978, Seu Nico recibió una carta con una invitación diciéndole que tenía su espacio en el Parque da Cidade, que en la época todavía era conocido como Pithon Farias.
Como todos los parques, en Nicolândia también ocurren accidentes. El 25 de octubre de 2008 cuatro niños quedaron heridos en una de las atracciones. Pasado este día, el parque ya estaba abierto y lleno de personas.